# Stojan Mitrović
Stojan Mitrović odnosno Stojan Janković (? – Žegar, Obrovac, 23. kolovoza 1687.) je bio hrvatski uskok iz obitelji Mitrovića. Sin je sjevernodalmatinskog serdara i mletačkog kavalijera Janka Mitrovića, brat Ilije i Zaviše.
Premda je poznatiji kao Stojan Janković, prezimenom nije Janković nego Mitrović. U devedeset posto mletačkih dokumenata piše mu prezime Mitrović, a ne Janković, što mu je po ocu.
Zapovijedao je hrvatsko-mletačkom vojskom. Bio je jedan od najvećih zaštitnika katolika i fratara u Rami. Štitio ih je od zuluma osmanskih vlasti i terora pravoslavaca i njihovih svećenika koji su uz zaštitu turskih vlasti vršili teror na katolicima Rame i okolice. Stoga je često organizirao vojne pohode u Bosnu. Proslavio s ratovanjem u Kandijskom ratu. 1666. je godine pao u zarobljeništvo i odveden u Carigrad, odakle je uspio pobjeći nakon 14 mjeseci.
U ratovima protiv Turaka osobito se istaknuo u borbama koji je vodio tzv. "Sveti savez" protiv Osmanlija. U borbama je više puta pobijedio osmanske postrojbe u kojima su poginuli i brojniji osmanski zapovjednici. Stojan Mitrović (Janković) je neke od njih sam usmrtio, među kojima su Ali-beg Durakbegović, Redžep-aga Filipović, aga Velagić, aga Pajalitović i Ibrahim-aga Kovačević.
Iliji i Stojanu mletački je dužd Alviso II. Mocenigo dodijelio naslov grofa ("conte") 20. kolovoza 1705. za vojničke zasluge i vrline. Zabilježeno je da ga je mletačka vlast odlikovala i naslovom kavali(je)ra. Nešto prije, 1670. Mletačka Republika je odlikovala je Stojana Jankovića zlatnom kolajnom sv. Marka, vrijednom 100 dukata i dolamom, za vojne zasluge i pokazanu hrabrost u ratu protiv Turaka.
Kad je Mletačka Republika uz pomoć domaćeg dalmatinskog stanovništva uspjela protjerati Turke iz južnih hrvatskih krajeva, Stojanu Jankoviću tj. Mitroviću dala je imanje u Islamu Grčkom. Dobio je posjede u tim novooslobođenim oblastima u mjestu Islamu s “400 gonjala zemlje”. Uvjet je bio da to imanje uživa on i njegova obitelj, da je to vlasništvo obitelji Mitrović koje se ne smije otuđiti ni u jednom pogledu. Takva odredba značila je da se imanje ne smije otuđiti niti udajom niti ženidbom. 1675 godine dao je izgraditi u sklopu imanja Grčku pravoslavnu crkvu u ime svetog Đorđa koja je bila porodicna slava Mitrovićeva obitelj. Imanje je dato ime "Kula Janković".
Ponovno je sudjelovao u protuturskim ratovima. Uspješno je ratovao u Morejskom ratu, bojujući u Lici te je bio sudionikom oslobađanja Sinja od osmanske vlasti 1686. godine.
U dogovoru s mletačkim vlastima i s katoličkim biskupima iz Rame je u Sinjsku krajinu dovodio Hrvate i fratre iz ramskog kraja.
Borbena je djelovanja uspješno nastavio i u Hercegovini. 1686. godine oslobodio je grad Sinj te krajeve Liku i Krbavu. Krenuo je u daljnje oslobađanje zaleđa i u jednom od tih pohoda kad je krenuo dovesti Hrvate i fratre iz Rame poginuo je u napadu na Duvno 23. kolovoza 1687. godine. U listopadu 1687. Ramljake i njihove fratre sa slikom čudotvorne slike "Gospe od milosti" iz Rame je izveo fra Pavao Vučković.
Okolnosti su bile takve da Stojana Jankovića t.j. Mitrovića nije imao tko naslijediti po muškoj lozi. Obojica su mu sinova umrla, pa je na nasljedni red došao njegov brat Zaviša. Stojanova je brata naslijedila njegova kći Jelena Mitrović.
Često se pojavljuje u narodnom epskom pjesništvu, pod imenom Stojan Janković'. Slava mu se je prenijela i na Zapad. Francuski pjesnik Lamartine jednu je narodnu pjesmu o Stojanu Mitroviću uvrstio u jedan svoj spjev. Opjevan je i u epsku pjesmu „Ropstvo Janković Stojana“, srpska narodna pjesma koja govori o ropstvu i ljubavi stojana jankovića. Pjesma se zasniva na stvarnim povijesnim podatcima.
Junaštvo Stojana Jankoviča
nadahnulo je Aleksandra Sergejeviča Puškina koji je o njemu spjeva i pjesmu.
Nacionalno, vjersko i zemljopisno podrijetlo obitelji Stojana Mitrovića (njegova oca Janka Mitrovića, braće te potomaka) često je krivo prikazivano u vrijeme obiju Jugoslavija, a i danas od povjesničara srpske nacionalnosti, sve na štetu hrvatskog katoličkog podrijetla Stojana Mitrovića. Na osnovi šezdesetak izvornih mletačkih dokumenata hrvatski povjesničar Ivan Mitrović dokazao je da su velikosrpski povjesničari krivotvorili i prešućivali činjenice u svezi s Mitrovićevim podrijetlom. Tumačili su da je iz Žegara, premda talijanski dokumenti bilježe Mitrovića "da je on "od" ili "prema" Žegaru, a ne "iz" Žegara. " Druga kriva interpretacija je ta što su (veliko)srpski povjesničari tumačili Mitrovića kao Srbina, preračunavajući stanje iz 20. stoljeća u Žegaru na Žegar iz 17. stoljeća, premda Mitrović nije bio iz Žegara, a uz to su prešućivali činjenicu da ni te 1613. u Žegaru nema ni jednoga Srbina, nego je ondje živjelo 600 katolika. Treća je neznanje onih koji su smatrali da Mitar nije hrvatsko ime, premda je još tisućljeće prije postojao hrvatski kralj narodne krvi Dmitar Zvonimir, a k tome brojni povijesni dokumenti svjedoče da je Mitar hrvatsko narodno ime. Četvrta je činjenica da se je Stojan Mitrović 17. kolovoza 1676. godine vjenčao s Antonijom Rezzi, a u dokumentu stoji da su se vjenčali po "obredu Svete katoličke crkve...".